# 세베흘레비
세베흘레비 (슬로바키아어: Sebechleby)는 슬로바키아 반스카브스트리차주 크루피나구에 위치한 마을로, 면적은 30,42km2, 높이는 236m, 인구는 1155명(2021년 기준), 인구 밀도는 37,97명/km2이다. 세베흘레비에 스타라호라(슬로바키아어: Stará Hora) 민속 건축 기념물 보호 구역이 있다.